# 張滿源
張滿源（英語：Kenneth Cheung Moon Yuen，3月3日—），香港男演員，曾出演多齣電影、電視劇、音樂劇及舞台劇演出，亦有為音樂劇及基督教詩歌擔任填詞工作。他於2002年為道路安全議會拍攝駕駛安全宣傳片「做個盡責同路人 之 李先生超速駕駛引致車禍令妻子昏迷至今」，在片中飾演李先生一角最為人熟悉。

## 背景

### 早年生活
張滿源早年在香港島跑馬地藍塘道的私人樓宇成長，上有3兄3姊，父親在現址已改建為友誼大廈香港賽馬會投注站的商業舖位經營「義祥」糧油米舖（1982年停業）。張滿源童年時候時常與小學同學透過電話玩猜歌曲遊戲，又會到寓所附近的唱片店和遊戲機舖流連。求學方面，張滿源入讀佛教黃焯菴小學（小一至小六），繼而升讀聖保羅書院（中一至中三）。因為成績不夠好，在校時修讀理科的他轉學至佛教黃鳳翎中學完成中四至中五課程。其整體的學業表現中規中矩。另一方面，張滿源曾到中環永安百貨公司當暑期女裝鞋類銷售員。而早於小學時期，他受電視劇集吸引而立志當演員。到了入讀中一年級開始，他已經參加校內劇社活動。但中六預科畢業後並未選讀任何戲劇學科，反而到一所工業學院升學。
後來從工業學院畢業以後，張滿源先投身社會工作。期間發覺從事的工種及所讀的學科不是他的志向所在，他於是在家人希望他能取得大學學位的情況下，首度報讀香港演藝學院。不過由於不獲取錄，他便接受跟家人訂下的協議，遠赴英格蘭新特蘭大學修讀自己不喜歡的電子工程與電機工程學。留學英國之時每逢週末就會到教會唱福音歌，漸漸成為了一名基督徒。張滿源在1990年代初趁不返回香港度暑假的空檔期與教友一同參加全英華人新秀歌唱大賽。結果跟兩名教友包辦三甲，未幾再以紐卡素區亞軍勝出者身份躋身決賽，且以郭富城〈狂野之城〉一曲奪得冠軍。然後他轉戰歐洲華人歌唱大賽，再以同一歌曲獲得最佳台風獎。
他大約於1990年代中期大學畢業，之後回到香港入職一間電腦公司1年，教導客人如何使用電腦軟件。惟對工作無法上手的感覺促使他轉職至一個教會機構，並應朋友邀請從事傳道工作。當時張滿源覺得信奉基督教不一定要當職業傳道人，加上明白到上天給予他的是演戲天賦，他最後決定辭職。同時亦花了3個月時間準備再度報考香港演藝學院。演藝學院戲劇學院藝術學士課程的修讀年期為5年，包括2年文憑和3年學士學習內容。院方基於他已持有一個大學學位，遂讓他直接修讀學士部分。也因他以插班生身份報考，他只能縮短學習年期至3年。

### 演藝之路
張滿源於2000年成為香港演藝學院學生，主修表演系深造文憑（與高可慧為同屆同學），至2002年畢業，2003年取得表演系專業文憑。3年間一同上課的同學計有王祖藍、梁嘉琪、湯駿業以及白只等人。他於2002年為香港政府轄下的道路安全議會拍攝駕駛安全宣傳片「做個盡責同路人 之 李先生超速駕駛引致車禍令妻子昏迷至今」，在片中飾演李先生一角而為人熟悉（方思蓮飾演李太）。該條宣傳片由袁劍偉執導，張滿源負責手執攝錄機拍攝的那部分影像。從演藝學院畢業前，他在就讀一年級時從校內告示板上看到一則《我左眼見到鬼》製作組招募演員的啟示，他便前往試鏡，並令該齣電影的編劇游乃海留下深刻印象。到大專三年級時，他獲游乃海邀請拍攝電影《PTU》，及後於2004年憑此獲提名第23屆香港電影金像獎最佳新演員。由於尚未弄清楚電影圈的運作，又未真正了解自己只想當演員的想法，張滿源致函予杜琪峯表達有意做任何電影崗位的意願，由此被杜琪峯安排加入銀河映像任職場記（負責過《大事件》項目）。與此同時到中環皇后像廣場一個報紙攤檔疊報紙，以增加收入。張滿源此後遊走於舞台劇界和電影界，工作重心放在話劇界。2016年曾憑《有種關係叫【暗‧戀】》角逐第25屆香港舞台劇獎「最佳原創曲詞」獎。
2018年，張滿源礙於一個學校巡迴演出檔期撞期而無法前往澳洲拍攝《廉政風雲 煙幕》，當下一度失意的他短暫離開話劇界，不久香港電台一位導演邀請他拍攝《火速救兵IV》，自此陸續得到更多機會參演電影、香港電台劇集等作品，更被相中於2018年至2020年間與ViuTV簽約成為該台藝員。由2020年起，張滿源到中國神學研究院修讀基督教研究碩士，主修基督教與文化，2022年畢業後重新投入影藝事業。即將畢業之前他獲何爵天邀請出演電影《死屍死時四十四》，在戲中飾演死屍施先生。當電影於2023年放映後，他廣為觀眾談論。此外，張滿源於宗教場合上認識了香港基督徒音樂事工協會音樂總監古丹青，而後接受對方鼓勵為不少福音歌曲填詞至今。
除了摺疊報紙、場記、配音之外，張滿源還接觸過攝影機試機燈光替身演員、話劇導師等工作。

## 個人生活
張滿源已婚。他於1994年開始信奉基督教。

## 爭議
2025年7月，第19屆鮮浪潮國際短片節入圍作品《離合戲》拍攝團隊在社交平台發表聲明，指控演員張滿源在拍攝期間未經同意觸碰一名女同事的手臂和大腿，並使用令對方感到冒犯和不安的語言。聲明指出，張滿源承認了觸碰行為，並稱其為「失神」和「無意識」的舉動。拍攝團隊對此表示強烈譴責，並感謝受害者的勇敢發聲。該事件由香港01等媒體報導。《PTU》男演員被劇組譴責操守失當　承認觸碰女同事手臂及大腿 

## 幕前演出作品
*以下列表只記錄張滿源演出過的影視作品，若有遺漏，請協助補充相關資料。

### 電視劇（ViuTV）
| 首播   | 劇名                  | 角色                 | 備註                                   |
| 2019年 | 詭探前傳              | 司馬細良             |                                        |
| 2019年 | 教束                  | 校董                 |                                        |
| 2019年 | 退休女皇              | 律師                 |                                        |
| 2019年 | 假設性無罪            | 司徒澤               |                                        |
| 2019年 | 娛樂風雲              | Andrew               | 第69集                                 |
| 2019年 | 黑市                  | 看更權叔 睇樓夫 鄰居 | 單元：電梯 單元：地縛靈 單元：偽善若水 |
| 2020年 | Trade行全世界         | Kenneth              |                                        |
| 2021年 | 太平紋身店            | 許飛龍               | 第8、11集                              |
| 2022年 | IT狗                  | 笑容解鎖員           |                                        |
| 2022年 | 940920                | 聰父                 |                                        |
| 2022年 | 冥冥之中              | 莫成                 |                                        |
| 2023年 | 和解在後              | 馬志強               | 第6集                                  |
| 2023年 | 那年盛夏我們綻放如花  | 區家純父             | 第5、15集                              |
| 2024年 | 瑪嘉烈與大衛系列 絲絲 | 黃先生               |                                        |
| 2024年 | 打天下2               | 港隊教練             |                                        |
| 2024年 | 無人之境              | Benny                |                                        |
| 2024年 | 出租大叔              | 武文杰               | 第16集                                 |

### 電視劇（香港電台）
| 首播   | 劇名                 | 角色             | 備註                   |
| 2001年 | 生活逼人來           |                  | 單元：路宿者           |
| 2006年 | 愛。火花             | 小巴司機         | 單元：尾班車           |
| 2006年 | 鐵窗邊緣2006         |                  | 單元：空殼             |
| 2008年 | 鐵窗邊緣2008         | 狗友             | 單元：假面             |
| 2008年 | 性本善2008           | Designer Michael | 單元：港女正傳         |
| 2009年 | 現代婚姻物進行曲     | Sam              | 單元：悔與罪           |
| 2015年 | 那些年‧那些歌        | 離婚丈夫         |                        |
| 2015年 | 證義搜查線3          |                  |                        |
| 2016年 | 人間有情             | 露宿者           | 單元：夜曉             |
| 2018年 | 手語隨想曲6          | 黃sir            |                        |
| 2018年 | 火速救兵IV           | 利子龍           |                        |
| 2018年 | 獅子山下2018         | 小販管理隊隊長   | 單元：拾海星的人       |
| 2018年 | 義想天開             | 博士生           |                        |
| 2018年 | 歲月不忘情           | 女婿             |                        |
| 2020年 | 無惡之罪             | 父               | 單元：第三集之「野火」 |
| 2020年 | 格外樓神             | 德哥             | 單元：一家之主         |
| 2021年 | 電梯小姐             | 階磚三           | 單元：惡人             |
| 2024年 | 證義搜查線之騙局拼圖 | 康子樂           |                        |

### 電影
- 1992年：《飛女正傳》 飾 飛仔
- 2001年：《不死情謎》 飾 古惑仔
- 2002年：《我左眼見到鬼》 飾 酒吧客人
- 2003年：《PTU》 飾 Orderly
- 2003年：《戀上你的床》飾 戥村石
- 2004年：《大事件》 飾 電視記者
- 2004年：《龍鳳鬥》 飾 麵包小偷
- 2004年：《當碧咸遇上奧雲》
- 2004年：《七年很癢》飾 的士高客人
- 2005年：《非常青春期》 飾 大陸賊頭
- 2005年：《三岔口》 飾 救護員
- 2006年：《樓上傳來的歌聲》（短片） 飾 阿樂
- 2008年：《花花型警》 飾 重案組探員
- 2008年：《圍城》
- 2008年：《烈日當空》 飾 牛蒡父
- 2008年：《文雀》 飾 小馬/馬仔
- 2009年：《流浪漢世界盃》 飾 小販管理隊隊長Turbo
- 2009年：《天水圍的夜與霧》 飾 洪延龍議員
- 2010年：《最危險人物》飾 張子强
- 2011年：《奪命金》飾 重案組探員
- 2011年：《桃姐》飾 醫生
- 2012年：《像我這樣的一個女子》（短片）飾 男朋友
- 2013年：《掃毒》飾 便裝探員
- 2013年：《小學雞大電影》
- 2015年：《十年》飾 簡約生傳道
- 2016年：《暗色天堂》飾 探員
- 2019年：《你咪理，我愛你！》 飾 等老婆男人
- 2020年：《犯罪現場》 飾 內務部探員
- 2020年：《幻愛》飾 Joe
- 2020年：《散後》飾 二叔
- 2020年：《照單全收》（短片）飾 記者
- 2020年：《無毒II-不遲》（短片）飾 父親
- 2021年：《狂舞派3》飾 西周娛記
- 2021年：《遺愛》飾 黃明
- 2021年：《濁水漂流》 飾 陸萬
- 2022年：《深宵閃避球》飾 翠兒父/馬律師
- 2022年：《飯戲攻心》飾 有福叉燒爸
- 2023年：《死屍死時四十四》飾 死屍施先生
- 2023年：《失衡凶間之罪與殺》飾 心瑤父
- 2023年：《失衡凶間3逃殺》（暫名）飾 阿平
- 2023年：《金手指》飾 沖律師
- 2024年：《源生罪》飾 利健雄
- 2024年：《飯戲攻心2》飾 廚師
- 2024年：《爸爸》飾 警員
- 未上畫：《洗碗天團》飾 尹文輝
- 2025年：《送院途中》飾 狂徒
- 未上畫：《大俠Action》飾 攝影師關少豪
- 未上畫：《半熟時光》飾 周導演
- 未上畫：《我在這裡等你》飾 叔叔

### 廣告
- 2002年：香港政府宣傳片「做個盡責同路人」
- 2009年：中國建設銀行(亞洲)「陸港通龍卡」
- 2017年：中國人壽「堅守承諾.終身相伴」
- 2021年：保達武
- 2022年：恒生銀行「營商一大快事」
- 2025年：大家樂

### 音樂錄像
- 2021年：衛詩 - 懸崖有路
- 2021年：C AllStar - 沒明日的恐懼
- 2021年：にしな - 夜になって
- 2021年：關心妍 - 原諒的力量
- 2023年：李克勤 - 弦續
- 2023年：謝安琪 - 成婚破浪
- 2023年：張繼聰 - 婚姻不敗
- 2024年：張崇德 - 最後的情書

## 詞作
- 2007年：齊齊分享More and More
- 2009年：美麗的我
- 2009年：珍惜
- 2011年：我主真奇妙
- 2011年：Praise You Everyday
- 2012年：榮耀里程
- 2015年：萬物同和應
- 2015年：一生都足夠
- 2018年：空空的墳墓
- 2019年：光芒（與Ivorquent@Frontline合填）
- 2020年：歌頌神Hallelujah（與朱浩廉合填）
- 2021年：感恩祭燃起
- 2022年：宣教在一笑
- 2022年：全程伴我走
- 2023年：抵死
- 2023年：如果世界再沒神蹟
- 2023年：福音叫人有活著的勇氣
- 2025年：向未來跨步

## 獎項提名
| 年份 | 頒獎典禮             | 獎項         | 影片                    | 結果 |
| ---- | -------------------- | ------------ | ----------------------- | ---- |
| 2004 | 第23屆香港電影金像獎 | 最佳新演員   | 《PTU》                 | 提名 |
| 2016 | 第25屆香港舞台劇獎   | 最佳原創曲詞 | 《有種關係叫【暗‧戀】》 | 提名 |

## 外部連結
- 張滿源的Facebook專頁
- 張滿源的Instagram帳戶
- 張滿源Kenneth Cheung YouTube頻道
- 張滿源過去舞台劇演出，art-mate.net 記錄 （页面存档备份，存于）
- 《PTU》男演員被劇組譴責操守失當　承認觸碰女同事手臂及大腿